# Hydraecia amurensis
Hydraecia amurensis är en fjärilsart som beskrevs av Otto Staudinger 1892. Hydraecia amurensis ingår i släktet Hydraecia och familjen nattflyn. Inga underarter finns listade i Catalogue of Life.